# I Against I (album)
I Against I is het derde studioalbum van de gelijknamige punkband uit Nederland, en het meest recente album tot de uitgave van Small Waves in 2018. Het werd in 2005 uitgebracht door een kleine Nederlandse platenmaatschappij genaamd Moondown Records op cd en is het enige album dat de band als  kwartet heeft geschreven.

## Nummers
1. "Serve and Protect" - 2:49
2. "Calm Down" - 2:58
3. "Could Be Wrong" - 2:47
4. "Like Nothing Else" - 1:21
5. "Gone" - 3:51
6. "The Defeat" - 3:06
7. "The First Element" - 2:10
8. "Somewhere Out There" - 1:06
9. "Once Again" - 4:30
10. "Nowhere Else but Here" - 1:37
11. "Needle" - 2:36
12. "I Could Have" - 2:23
13. "Turn It Off" - 2:58
14. "Walk Away" - 2:50